# Fable: The Lost Chapters
Fable: The Lost Chapters é uma reedição do RPG Fable de 2004 para plataforma Xbox, desenvolvido pela Lionhead Studios e distribuído pela Microsoft Game Studios para Microsoft Windows e Xbox em setembro de 2005. O jogo foi "adaptado" para Mac OS X pela empresa Feral Interactive. A versão para Windows tem apenas algumas poucas diferenças da versão do Xbox.
O jogo tem todo conteúdo original do Fable, adicionado alguns novos monstros, armas, itens, armaduras, cidades, prédios, e expressões. A história ganha um novo roteiro com 9 mapas e 16 missões adicionais.